# Kopřivná
Kopřivná település Csehországban, Šumperki járásban. Kopřivná Bohdíkov, Hanušovice, Bratrušov, Rejchartice és Velké Losiny településekkel határos. Lakosainak száma 293 fő (2024. január 1.).

## Népesség
A település lakosságának változását az alábbi diagram mutatja:
| Lakosok száma | 984  | 1112 | 980  | 562  | 321  | 296  | 267  | 284  | 282  | 293  |
|               | 1869 | 1890 | 1921 | 1950 | 1980 | 2001 | 2017 | 2019 | 2022 | 2024 |